# فاطمة الجناحي
فاطمة الجناحي (مواليد 9 مايو 1995) هي لاعبة كرة مضرب إماراتية.

## مسيرتها
بدأت بممارسة كرة المضرب في عمر السادسة مع أخيها الذي كان يصطحبها إلى نادي الوصل، وعندما أصبح عمرها ثمانية أعوام بدأت بالانتظام في التدريب وأصبحت ضمن فريق نادي النصر إلى أن انضمت إلى المنتخب الإماراتي، وشاركت في بطولات على مستوى الخليج في فئة 12-14 عام، وقد حققت 4 ميداليات في بطولة غرب آسيا لناشئي وناشئات كرة المضرب التي أقيمت في عمّان 2007، حيث حصلت على أربع ميداليات في مسابقة فردي تحت 13 سنة وزوجي تحت 13 سنة مع زميلتها اللاعبة اللبنانية غريس. وفي 2010 حصلت على فضية بطولة الخليج للتنس الأرضي حيث وصلت إلى النهائي في زوجي السيدات مع زميلتها فاطمة النبهاني.
انضمت إلى منتخب سيدات الامارات للتنس الأرضي الذي تشكل في فبراير 2022 وكانت مشاركة الفريق الأولى في بطولة ودية تم تنظيمها في قطر في شهر مارس من نفس العام وحصل الفريق على المركز الثاني، وشاركت الجناحي مع الفريق في كأس الخليج للبادل - دبي 2022 والذي كان ضمن فعاليات النسخة التاسعة من "دورة ند الشبا الرياضية" وحققت المركز الثاني، كما حققت مع الفريق المركز الثالث في مسابقة البادل تنس التي أقيمت في نادي الكويت الرياضي ضمن دورة الألعاب الخليجية الثالثة التي أقيمت في الكويت. وفي نسخة كأس الخليج للبادل - 2024 (الدورة التاسعة من دورة ند الشباب الرياضية) فازت في فئة التصنيف المحلي للإماراتيات في مسابقة الزوجي مع زميلتها علياء طاهر بعدما تغلبتا على نوف عمر وفاطمة العوضي بنتيجة 6-1 و 6-0.